# Анджелини, Чезаре
Чезаре Анджелини (итал. Cesare Angelini; 2 августа 1886, Альбуццано — 27 сентября 1976, Павия) — итальянский писатель
 и литературный критик. Священник.

## Биография
Из крестьян. Учился в духовной семинарии в Павии. Рукоположённый в сан священника, в 1910 году был переведён из семинарии в Павии в семинарию в Чезена, позже преподавал в семинарии в Чезене.
Добровольцем участвовал в Первой мировой войне в качестве военного капеллана, был ранен в Альпах.
Вернувшись в Павию, преподавал филологию в епископальной семинарии до 1939 года, стал ректором университетского колледжа Борромео (Almo Collegio Borromeo), занимал эту должность до 1961 года.
Сотрудничал со многими газетами и периодическими изданиями — публиковался под псевдонимом Бельвенто.
В 1964 году был удостоен почётной степени факультета гуманитарных наук Университета Павии. Также был прелатом папы римского Пия XII.

## Творчество
Занимался преимущественно изучением творчества Алессандро Мандзони, ломбардских писателей и духовной литературы. Автор критических статей.

## Избранная библиография
- Manzoni, Torino, UTET, 1942
- Notizie di poeti, Firenze, Le Monnier, 1944
- Carta, penna e calamaio, Milano, Garzanti, 1944
- I frammenti del sabato, Milano, Garzanti, 1952
- La vita di Gesù narrata da Cesare Angelini, Torino, UTET, 1959
- Autunno (e altre stagioni), Padova, Rebellato, 1959
- Quattro lombardi (e la Brianza), Milano, All’insegna del pesce d’oro, 1961
- Viaggio in Pavia, Pavia, Fusi, 1964, 1976
- Capitoli sul Manzoni vecchi e nuovi, Milano, Arnoldo Mondadori Editore, 1966
- Carlo Dossi e la scapigliatura milanese, Milano, Istituto lombardo di scienze e lettere, 1970
- Questa mia Bassa e altre terre, Milano, All’insegna del pesce d’oro, 1970
- Variazioni manzoniane, Milano, Rusconi, 1974
- La vita di Gesù narrata da sua madre, Milano, Rusconi, 1976
- Il piacere della memoria, Milano, All’insegna del pesce d’oro, 1977
- Il dono del Manzoni, Firenze, Vallecchi, 1984
- Con Renzo e con Lucia (e con gli altri): saggi sul Manzoni, prefazione di Maria Corti, Brescia, *Morcelliana, 1986
- Uomini della Voce, a cura di Vanni Scheiwiller, Milano, Libri Scheiwiller, 1986.

## Память
- Учреждена литературная премия им. Чезаре Анджелини.